# Hero Wars (jeu de rôle)
 (décembre 2022).
- Si vous ne connaissez pas le sujet, laissez ce bandeau (vous pouvez alors contacter les auteurs).
- Si vous supprimez le contenu mis en cause (vous pouvez préalablement contacter les auteurs),

argumentez précisément cette suppression dans la page de discussion
(un manque de référence n'est pas un argument ; une recherche réelle de référence doit avoir été effectuée, être formellement documentée).
 (décembre 2022).
Si vous disposez d'ouvrages ou d'articles de référence ou si vous connaissez des sites web de qualité traitant du thème abordé ici, merci de compléter l'article en donnant les références utiles à sa vérifiabilité et en les liant à la section « Notes et références ».
Hero Wars est un jeu de rôle conçu par Greg Stafford et édité en 2000 par Issaries Inc. (Multisim pour l'édition française).
Il s'agit d'un jeu médiéval-fantastique, ou plutôt antique-fantastique, se déroulant dans le monde de Glorantha, monde imaginaire où se déroulent aussi deux autres jeux de rôle : RuneQuest (1978) et HeroQuest (2003).
Hero Wars n'est plus édité : depuis 2003 il a laissé la place à HeroQuest, édité aussi par Issaries.

## Système de jeu
Les règles sont essentiellement narratives, faisant intervenir beaucoup les descriptions et peu les dés ; le but est de mettre l'accent sur le côté épique, les joueurs incarnent en effet des personnages menant une quête héroïque ayant des répercussions sur le monde lui-même.

### Les traits
Un personnage se définit non par des traits communs à tous, mais par ce qu'il sait faire de mieux : il est ainsi possible de jouer un personnage qui aurait les traits Énerver tout le monde ou Trouver la meilleure piste à travers Prax. Les joueurs et le Narrateur sont invités à interpréter ces traits de façon créative : ainsi pour le premier, cela peut servir à résister à une tentative de manipulation (car le manipulateur sera très énervé d'échouer !), dans le second, on peut en user pour savoir si telle tribu locale pourra aider le héros.
Certains traits sont déterminants pour le personnage, ce sont ses mots-clés. Ainsi un paysan Orlanthi de la Passe du Dragon aura les mots-clés Héortien (sa culture : des barbares adorateurs d'Orlanth), Fermier (son occupation) et Initié de Barntar (sa magie : le dieu des fermiers libres). Un chevalier de l'Ouest sera par exemple Rokari (sa culture : des pseudo-chrétiens rationalistes et conservateurs), Soldat (son occupation) et membre de l'Église Rokari (sa magie). Chacun de ces mots-clés donne un ensemble de capacités en rapport ; on y ajoute les spécificités du personnage, puis le joueur affecte à chacune une valeur chiffrée pour le définir entièrement.
On peut créer son héros de façon entièrement narrative : le joueur écrit une brève description et le meneur de jeu y sélectionne les traits marquants du personnage.

### Les tests
Les tests se font avec un D20 selon une technique très particulière. Au niveau de base, il suffit de faire autant ou moins que le trait (par exemple Lance 17 : pour frapper avec une lance, il faut faire 17 ou moins). Un 1 est une réussite critique, un 20 un échec critique.
N'importe quelle capacité peut être renforcée par une autre. Par exemple, un Uz peut renforcer son attaque de hache avec son trait de Haine des nains, s'il frappe un Nain. Si son test est réussi, la capacité annexe ajoute au succès de la capacité principale. Il n'y a pas de limite au nombre de renforcements ainsi possibles, du moment que le narrateur acquiesce. Un bonus est également possible en cas de bon roleplay.
La plupart des gens et surtout les héros, ont des maîtrises (notées M) : une maîtrise vaut pour une tranche de 20 points, on passe ainsi de 20 à 1M, de 20M à 1M2, etc. En termes de jeu, une maîtrise décale les jets d'un cran : un échec critique devient un échec, un échec une réussite, une réussite une réussite critique. Le jet se faisant toujours sous le premier chiffre. Ainsi avec xM2, on obtient toujours une réussite critique, sauf en cas de 20 qui donne une simple réussite.
Lorsque deux niveaux de maîtrise s'affrontent, on soustrait le plus faible au plus fort. Par exemple, si deux baladins se livrent à une joute, et qu'ils ont respectivement 10M2 et 19M1, on les ramène à 10M1 et 19.
Ce système permet de jouer des gens véritablement très compétents qui ne craignent pas d'échouer à des actions élémentaires comme l'exercice de leur métier ou la prière à leur dieu. En même temps, les tâches très difficiles ont elles aussi des seuils affectés de maîtrises, ce qui permet l'échec même à très haut niveau, mais seulement quand cela sert la narration. Les plus grands héros ont quatre maîtrises dans leurs meilleures capacités.

### Le combat
Un combat à Hero Wars est plus cinématographique que réaliste. Plus que de savoir si un des camps est détruit, il faut savoir s'il peut continuer le combat. Les jets de dés servent donc à déterminer si tel personnage est assommé, entravé, submergé par la douleur, démoralisé ou simplement refroidi, s'il s'enfuit, etc. Ce n'est qu'à la fin du combat que l'on décidera si les perdants sont véritablement blessés ou tués.

### Les oppositions dramatiques
Lorsque l'action engagée dure longtemps, comme un combat, un débat ou des échanges commerciaux, on passe à l'opposition dramatique[Quoi ?]. Dans ce cas, chaque camp a un capital de départ de points d'action (PA) et s'efforce de saper celui de l'adversaire. Cela permet un suspense prolongé à mesure que chacun voit ses forces baisser.
Il est très important de ne négliger aucun moyen de gagner des PA et des bonus : cela peut se faire par exemple en obtenant le soutien de son peuple. On peut aussi avoir des partisans : des auxiliaires qui n'agissent pas eux-mêmes (on ne fait pas de test pour eux), mais qui renforcent le capital de PA du héros. Enfin, deux héros peuvent s'échanger des PA, par exemple en se soignant ou en s'encourageant.

### La magie
Les pouvoirs magiques se classent quatre grands groupes : polythéistes, magistes (sorcellerie), animistes et mystiques (à la manière des bonzes orientaux ou des moines de Shaolin). Ils fonctionnent cependant de manière très similaire : chaque capacité magique permet d'improviser des actions (prodiges, sorts, ou autres) avec un malus variable. Le malus est annulé si le personnage a appris l'effet précis qui correspond à ses besoins.